# Norops carpenteri
Norops carpenteri este o specie de șopârle din genul Norops, familia Polychrotidae, descrisă de Echelle, Echelle și Fitch 1971. A fost clasificată de IUCN ca specie cu risc scăzut. Conform Catalogue of Life specia Norops carpenteri nu are subspecii cunoscute.